# Circonscription de l'Attique
La circonscription de l'Attique (en grec Εκλογική περιφέρεια Αττικής) est une circonscription législative de la Grèce. Elle correspond au territoire du nome de l'Attique (el) non inclus dans les circonscriptions d'Athènes A, d'Athènes B, du Pirée A et du Pirée B. Elle compte 463 918 électeurs inscrits en janvier 2015.

Situation de la circonscription de l'Attique

## Élections législatives de mai 2012

### Résultats
La circonscription de l'Attique élit douze députés en mai 2012. Les élections ont lieu au scrutin proportionnel plurinominal avec prime majoritaire et un seuil de représentation de 3 % des suffrages exprimés au niveau national.
336 565 électeurs se sont exprimés sur 446 404 inscrits, soit un taux de participation de 75,39 %. Parmi les vingt-six listes candidates, sept listes obtiennent au moins un siège dans la circonscription.
| Rang | Liste                              | Nombre de voix | Pourcentage des voix | Nombre de sièges |
| ---- | ---------------------------------- | -------------- | -------------------- | ---------------- |
| 1    | SYRIZA                             | +63 878,       | 19,40 %              | 2                |
| 2    | Nouvelle Démocratie                | +45 151,       | 13,71 %              | 4                |
| 3    | Grecs indépendants                 | +44 561,       | 13,53 %              | 2                |
| 4    | Aube dorée                         | +31 947,       | 9,70 %               | 1                |
| 5    | Parti communiste de Grèce          | +28 684,       | 8,71 %               | 1                |
| 6    | Mouvement socialiste panhellénique | +27 133,       | 8,24 %               | 1                |
| 7    | Gauche démocrate                   | +17 545,       | 5,33 %               | 1                |

### Députés

#### SYRIZA
La liste de la SYRIZA est en tête et obtient deux sièges.
| Rang | Nom                   | Nombre de voix |
| ---- | --------------------- | -------------- |
| 1    | Aléxis Mitrópoulos    | +20 576,       |
| 1    | Athánasios Athanasíou | +13 251,       |

#### Nouvelle Démocratie
La liste de la Nouvelle Démocratie est deuxième et obtient quatre sièges.
| Rang | Nom               | Nombre de voix |
| ---- | ----------------- | -------------- |
| 1    | Mavroudís Vorídis | +18 261,       |
| 2    | Georgía Martínou  | +12 191,       |
| 3    | Geórgios Vláchos  | +10 979,       |
| 4    | Athanásios Boúras | +09 451,       |

#### Grecs indépendants
La liste des Grecs indépendants est troisième et obtient deux sièges.
| Rang | Nom                         | Nombre de voix |
| ---- | --------------------------- | -------------- |
| 1    | Pávlos Haïkális             | +18 533,       |
| 1    | Evgenia Arvaniti-Prevezanou | +07 555,       |

#### Aube dorée
La liste d'Aube dorée est quatrième et obtient un siège.
| Rang | Nom               | Nombre de voix |
| ---- | ----------------- | -------------- |
| 1    | Ilías Kassidiáris | +15 321,       |

#### Parti communiste de Grèce
La liste du Parti communiste de Grèce est cinquième et obtient un siège.
| Rang | Nom             | Nombre de voix |
| ---- | --------------- | -------------- |
| 1    | Ioánnis Ghiókas | +13 023,       |

#### Mouvement socialiste panhellénique
La liste du Mouvement socialiste panhellénique est sixième et obtient un siège.
| Rang | Nom                         | Nombre de voix |
| ---- | --------------------------- | -------------- |
| 1    | Paraskeví Christofilopoúlou | +09 093,       |

#### DIMAR
La liste de la DIMAR est septième et obtient un siège.
| Rang | Nom                | Nombre de voix |
| ---- | ------------------ | -------------- |
| 1    | Vassílios Ikonómou | +04 481,       |

## Élections législatives de juin 2012

### Résultats
La circonscription de l'Attique élit douze députés en juin 2012. Les sièges sont répartis à l'issue d'un scrutin proportionnel plurinominal avec prime majoritaire entre les listes ayant obtenu au moins 3 % des suffrages exprimés au niveau national.
325 068 électeurs se sont exprimés sur 452 246 inscrits, soit un taux de participation de 71,88 %. Parmi les dix-neuf listes candidates, sept listes obtiennent au moins un siège dans la circonscription.
| Rang | Liste                              | Nombre de voix | Pourcentage des voix | Nombre de sièges |
| ---- | ---------------------------------- | -------------- | -------------------- | ---------------- |
| 1    | SYRIZA                             | +97 405,       | 30,19 %              | 3                |
| 2    | Nouvelle Démocratie                | +85 327,       | 26,45 %              | 4                |
| 3    | Aube dorée                         | +32 136,       | 9,96 %               | 1                |
| 4    | Grecs indépendants                 | +30 661,       | 9,50 %               | 1                |
| 5    | Mouvement socialiste panhellénique | +24 855,       | 7,70 %               | 1                |
| 6    | Gauche démocrate                   | +18 133,       | 5,62 %               | 1                |
| 7    | Parti communiste de Grèce          | +13 198,       | 4,09 %               | 1                |

### Députés

#### SYRIZA
La liste de la SYRIZA est en tête et obtient trois sièges.
| Rang | Nom                   |
| ---- | --------------------- |
| 1    | Aléxis Mitrópoulos    |
| 2    | Athánasios Athanasíou |
| 3    | Geórgios Pándzas      |

#### Nouvelle Démocratie
La liste de la Nouvelle Démocratie est deuxième et obtient quatre sièges.
| Rang | Nom               |
| ---- | ----------------- |
| 1    | Antónis Samarás   |
| 2    | Mavroudís Vorídis |
| 3    | Georgía Martínou  |
| 4    | Geórgios Vláchos  |
| 5    | Athanásios Boúras |

Le président du parti Antónis Samarás choisit de siéger pour la circonscription de la Messénie ; Athanásios Boúras devient député pour la circonscription de l'Attique.

#### Aube dorée
La liste d'Aube dorée est troisième et obtient un siège.
| Rang | Nom               |
| ---- | ----------------- |
| 1    | Ilías Kassidiáris |

#### Grecs indépendants
La liste des Grecs indépendants est quatrième et obtient un siège.
| Rang | Nom             |
| ---- | --------------- |
| 1    | Pávlos Haïkális |

#### Mouvement socialiste panhellénique
La liste du Mouvement socialiste panhellénique est cinquième et obtient un siège.
| Rang | Nom                         |
| ---- | --------------------------- |
| 1    | Paraskeví Christofilopoúlou |

#### DIMAR
La liste de la DIMAR est sixième et obtient un siège.
| Rang | Nom                |
| ---- | ------------------ |
| 1    | Vassílios Ikonómou |

#### Parti communiste de Grèce
La liste du Parti communiste de Grèce est septième et obtient un siège.
| Rang | Nom             |
| ---- | --------------- |
| 1    | Ioánnis Ghiókas |

## Élections législatives de janvier 2015

### Résultats
La circonscription de l'Attique élit quinze députés en janvier 2015. Les sièges sont répartis à l'issue d'un scrutin proportionnel plurinominal avec prime majoritaire entre les listes ayant obtenu au moins 3 % des suffrages exprimés au niveau national.
346 085 électeurs se sont exprimés sur 463 918 inscrits, soit un taux de participation de 74,60 %. Parmi les vingt listes candidates, sept listes obtiennent au moins un siège dans la circonscription.
| Rang | Liste                              | Nombre de voix | Pourcentage des voix | Nombre de sièges |
| ---- | ---------------------------------- | -------------- | -------------------- | ---------------- |
| 1    | SYRIZA                             | +125 245,      | 37,09 %              | 6                |
| 2    | Nouvelle Démocratie                | +087 482,      | 25,91 %              | 4                |
| 3    | Aube dorée                         | +028 500,      | 8,44 %               | 1                |
| 4    | La Rivière                         | +020 655,      | 6,12 %               | 1                |
| 5    | Grecs indépendants                 | +020 023,      | 5,93 %               | 1                |
| 6    | Parti communiste de Grèce          | +018 098,      | 5,36 %               | 1                |
| 7    | Mouvement socialiste panhellénique | +010 161,      | 3,01 %               | 1                |

### Députés
La répartition des sièges au sein de chaque liste élue dépend du nombre de voix obtenues individuellement par chaque candidat, suivant le système du vote préférentiel. Dans la circonscription de l'Attique, les listes peuvent comporter jusqu'à dix-neuf candidats. Les électeurs peuvent exprimer un vote préférentiel pour un maximum de quatre candidats sur la liste pour laquelle ils votent.

#### SYRIZA
La liste de la SYRIZA est en tête et obtient six sièges.
| Rang | Nom                    | Nombre de voix |
| ---- | ---------------------- | -------------- |
| 1    | Aléxis Mitrópoulos     | +42 455,       |
| 2    | Athánasios Athanasíou  | +34 346,       |
| 3    | Panayótis Skouroliákos | +19 688,       |
| 4    | Geórgios Pándzas       | +19 600,       |
| 5    | Ioánnis Dédes          | +17 857,       |
| 6    | Eléni Sotiríou         | +16 694,       |

#### Nouvelle Démocratie
La liste de la Nouvelle Démocratie est deuxième et obtient quatre sièges.
| Rang | Nom               | Nombre de voix |
| ---- | ----------------- | -------------- |
| 1    | Mavroudis Voridis | +35 557,       |
| 2    | Georgia Martinou  | +34 857,       |
| 3    | Georgios Vlachos  | +25 085,       |
| 4    | Athanasios Bouras | +20 950,       |

#### Aube dorée
La liste d'Aube dorée est troisième et obtient un siège.
| Rang | Nom               | Nombre de voix |
| ---- | ----------------- | -------------- |
| 1    | Ilías Kassidiáris | +21 191,       |

#### La Rivière
La liste de La Rivière est quatrième et obtient un siège.
| Rang | Nom               | Nombre de voix |
| ---- | ----------------- | -------------- |
| 1    | Georgios Mavrotas | +04 296,       |

#### Grecs indépendants
La liste des Grecs indépendants est cinquième et obtient un siège.
| Rang | Nom             | Nombre de voix |
| ---- | --------------- | -------------- |
| 1    | Pávlos Haïkális | +08 708,       |

#### Parti communiste de Grèce
La liste du Parti communiste de Grèce est sixième et obtient un siège.
| Rang | Nom             | Nombre de voix |
| ---- | --------------- | -------------- |
| 1    | Ioannis Guiokas | +08 249,       |

#### Mouvement socialiste panhellénique
La liste du Mouvement socialiste panhellénique est septième et obtient un siège.
| Rang | Nom                         | Nombre de voix |
| ---- | --------------------------- | -------------- |
| 1    | Paraskevi Christofilopoulou | +05 527,       |